# حمام حاج عبدالحسین
حمام حاج عبدالحسین مربوط به دوره قاجار است و در یزد، خیابان قیام، کوچه شاطریه، کوچه میر میران واقع شده و این اثر در تاریخ ۷ مهر ۱۳۸۱ با شمارهٔ ثبت ۶۳۱۷ به‌عنوان یکی از آثار ملی ایران به ثبت رسیده است.
اکنون این حمام به یک مکان مخروبه تبدبل شده است